# Саянтуй (посёлок)
Саянту́й (бур. Саянта) — посёлок станции в Тарбагатайском районе Бурятии. Входит в сельское поселение «Саянтуйское».

## География
Расположен на правобережье Селенги, на надпойменной террасе в километре от основного русла реки, в 26 км к северо-востоку от районного центра — села Тарбагатай. 
Через Саянтуй проходит федеральная автомагистраль Р258 «Байкал» и южная ветка Восточно-Сибирской железной дороги Улан-Удэ — Наушки.

## Население
| 2002 | 2010 |
| ---- | ---- |
| 141  | ↘138 |